# Lespedeza repens
Lespedeza repens är en ärtväxtart som först beskrevs av Carl von Linné, och fick sitt nu gällande namn av William Paul Crillon Barton. Lespedeza repens ingår i släktet Lespedeza och familjen ärtväxter. Inga underarter finns listade i Catalogue of Life.